# Doddington (Cambridgeshire)
Doddington – wieś w Anglii, w hrabstwie Cambridgeshire, w dystrykcie Fenland. Leży 33 km na północ od miasta Cambridge i 111 km na północ od Londynu.